# Meunasah Cot
Meunasah Cot is een bestuurslaag in het regentschap Aceh Besar van de provincie Atjeh, Indonesië. Meunasah Cot telt 274 inwoners (volkstelling 2010).